# Luc de Simféropol
L'archevêque Luc de Simféropol (en russe : Архиепи́скоп Лука́), ou saint Luc, né Valentin Felixovitch Voïno-Iassenetski (en russe : Валентин Феликсович Войно-Ясенецкий) à Kertch le 9 mai 1877 et décédé à Simféropol le 11 juin 1961, est un chirurgien, scientifique, archevêque et saint orthodoxe russe.
À la fois archevêque orthodoxe et chirurgien reconnu par la communauté scientifique, notamment pour ses recherches sur la chirurgie purulente, il a été victime de la répression politique communiste en raison de son engagement religieux et a passé plus de 11 ans de sa vie en exil. Il a été canonisé par l'Église orthodoxe russe en août 2000, et est l'un des saints russes les plus marquants du XXe siècle.

## Jeunesse et études
Il est né le 9 mai 1877 à Kertch, en Crimée. C'est le quatrième des cinq enfants de Felix Stanislavovitch Voïno-Iassenetski, un pharmacien. En 1889, la famille part s'installer à Kiev. Le futur saint Luc y passera par la suite son diplôme d'études secondaires, après quoi il entrera à la faculté de médecine de l'université de la ville, en 1898. Il y excelle dans l'étude de l'anatomie et il désire à cette époque devenir médecin de campagne. Désireux aussi d'aider les personnes atteintes d'infections à l'œil, particulièrement de trachomes, il se spécialise aussi en ophtalmologie.

## vie de chirurgien
Après avoir été diplômé de médecine, il commence par travailler dans un hôpital de Kiev régi par la Croix-Rouge. En 1904, lorsque la guerre russo-japonaise éclate, il est envoyé comme chirurgien à Tchita, dans un hôpital d'évacuation sanitaire où sont rassemblés les soldats blessés évacués du front. Il y enchaîne les opérations et acquiert ainsi une grande pratique de la chirurgie. C'est également à cette époque qu'il se rend compte des dangers de la purulence : beaucoup de blessures datant de plusieurs jours sont recouvertes de pus, et le concept de chirurgie des purulences est quasiment inexistant.
Par la suite, Valentin Felixovitch se marie avec Anne, une infirmière. Croyante et très pieuse, elle aide beaucoup son mari dans ses activités médicales. Le couple aura au total quatre enfants. La famille s'installe dans la région d'Ardatov, où le docteur Valentin devient médecin de campagne. Il travaille également dans un hôpital local plusieurs heures par jour. C'est au cours de ce séjour qu'il réfléchit aux possibilités de développement des anesthésies locales.
En novembre 1905, la famille s'installe dans le gouvernement de Koursk, alors qu'une épidémie de fièvre typhoide et de rougeole y sévit. Valentin Felixovitch y soigne de nombreuses personnes.

## Travaux sur l'anesthésie locale
Enfin, en 1909, le docteur Valentin devient médecin-chef de l'hôpital du village de Romanovka, dans le gouvernement de Saratov. En plus de ses activités de chirurgien, il y étudie la purulence et les tumeurs purulentes, et lit abondamment la littérature scientifique. Très compétent, il exerce bientôt dans plusieurs hôpitaux de la région ainsi que dans un hôpital militaire.
En 1915, il publie à Pétrograd un livre sur l'anesthésie locale. Il y propose une nouvelle méthode, pour l'inhibition de la conductivité des nerfs transmettant les signaux. En 1916, il défend son travail en tant que thèse.

## Chef de l'hôpital municipal de Tachkent
En mars 1917, il devient chef de l'hôpital municipal de Tachkent, en Asie centrale. Il commence à y fréquenter l'Église et devient chrétien très pieux. Mais quand la révolution éclate, il est arrêté par les autorités communistes, accusé d'être un bourgeois. Il échappe à la mort seulement grâce au fait que parmi ses bourreaux se trouvaient d'anciens patients qu'il avait guéris par le passé.
Mais sa femme contracte la tuberculose. Elle décède à l'âge de 38 ans. Le chirurgien est très affecté par la mort de sa femme, mais ses convictions religieuses sont renforcées. Très pieux, il prie et se signe avant chaque opération et pose à la teinture d'iode le signe de la croix sur la partie du corps à opérer.

## Engagement religieux
Comme il est touché par sa foi, l’évêque Innocent (Poustynsky) lui propose alors de devenir prêtre et le docteur Valentin accepte immédiatement. Le 15 février 1921, il est ordonné diacre puis prêtre la même année. Après son ordination, il fait ses opérations en portant une soutane sous sa blouse blanche, ce qui fâche certains de ses collègues.

## Consécration comme évêque
En 1923, la majorité du clergé du Turkestan a rejoint le mouvement schismatique de l'Église vivante. Le père Valentin, lui, reste fidèle à l'Église et au Patriarche de Moscou. En conséquence, et afin de donner un nouvel évêque à cette région confrontée à des dissensions religieuses, l'assemblée clérico-laïque préélit le père Valentin. 
Celui-ci est tonsuré moine par l'évêque André d'Oufa sous le nom monastique de Luc, puis consacré évêque le 31 mai 1923 à Pendjikent par deux évêques exilés. Le patriarche Tikhon, mis au courant, entérine et approuve pleinement cette consécration faite en secret pour éviter la répression des autorités communistes.
Mais une semaine plus tard, l'évêque Luc est arrêté sur ordre des autorités et accusé d'avoir des liens avec les Cosaques d'Orenbourg, hostiles au régime communiste. En réalité, ils veulent seulement l'écarter. Il est ainsi envoyé en exil forcé dans le kraï de Krasnoïarsk, en Sibérie orientale, sur l'Iénisséï. Mais cette situation dérange même les autorités de Moscou car ses travaux médicaux, notamment sur sa nouvelle méthode d'ablation de la rate, sont désormais diffusés hors d'Union soviétique.
L'évêque Luc continue ses opérations et recherches médicales aussi bien que ses liturgies et devoirs religieux. Dans les années 1930, il est convoqué à Léningrad et on cherche à le persuader de renoncer à son engagement religieux. Kirov lui-même essaye de le convaincre d'abandonner le sacerdoce et de se défroquer, en échange de la création d'un institut de recherches médicales où il pourrait continuer ses travaux scientifiques. Comme il refuse, il est renvoyé en exil. Il peut revenir à Tachkent en 1934, mais il tombe malade et est victime d'un décollement de la rétine qui le rend aveugle de l'œil gauche.

## Essais sur la chirurgie des purulences
L'évêque Luc poursuit néanmoins ses activités. Il fonde la faculté de médecine de Tachkent et il dirige le service des urgences. C'est en 1934 qu'il publie un livre qui va lui faire acquérir une renommée internationale dans le monde médical, Essai sur la chirurgie des purulences.

## Emprisonnement pour activités religieuses
En 1936, Iejov, collaborateur de Staline, devient nouveau chef du NKVD. La politique envers les ecclésiastiques se durcit beaucoup et l'évêque Luc n'y échappe pas. À l'instar de beaucoup de prêtres et de moines de l'époque, il est accusé de « conspiration » contre le pouvoir soviétique, arrêté et régulièrement torturé. Il refuse malgré les tortures de renier sa foi et prie en prison. Il sauvera même la vie d'un brigand en posant le diagnostic correct, alors que le jeune médecin de la prison était incapable d'identifier la maladie. Il envoie le jeune brigand à son assistant qui l'opère avec succès. Enfin vers 1938, il peut quitter la prison mais il est de nouveau condamné à l'exil.

## Seconde Guerre mondiale
Au début de la Seconde Guerre mondiale, il envoie un télégramme personnel au Président du præsidium du Soviet suprême Mikhaïl Kalinine, dans lequel il demande à pouvoir soigner les soldats blessés au combat et il se dit prêt à repartir en exil à la fin de la guerre. Bien qu'il soit ecclésiastique, les autorités acceptent en raison du manque de médecins et du nombre élevé de blessés. À partir d'octobre 1941, il se voit confier la direction de tous les hôpitaux du kraï de Krasnoiarsk et devient chirurgien en chef d'un hôpital militaire, où il soigne les soldats blessés évacués du front (Hopital d'évacuation Evak 15-15). C'est lui qui réalise personnellement les opérations les plus complexes. Néanmoins il n'est pas rémunéré pour ses opérations et il vit dans la pauvreté.
Le 27 décembre 1942, il est élevé au rang d'archevêque.
Fin 1944, l'archevêque Luc publie un nouveau livre sur la résection tardive des articulations blessées par balle infectées, ce qui lui vaut d'être lauréat du prix Staline de médecine en 1946, cas exceptionnel étant donné qu'il est persécuté pour ses activités religieuses et en exil forcé. Sur les 200 000 roubles qu'il obtient avec son prix, il en donne 130 000 à des orphelinats.
En février 1945, il rédige l'Esprit, l'âme et le corps, un livre dans lequel il montre les liens existants entre science, foi et religion. On se référera fréquemment à lui dans la presse comme un exemple — problématique — des relations entre foi et raison.

## Fin de vie
La santé de l'archevêque Luc se détériore progressivement en raison du climat sibérien. Finalement, il peut quitter la Sibérie en février 1944 pour l'hôpital d'évacuation 14-14 de Tambov en Russie centrale. Il est nommé archevêque de Tambov. En 1946 il est nommé archevêque de Simferopol, en Crimée. Devenu totalement aveugle en 1955, il est contraint d'abandonner la chirurgie, mais il continue de recevoir des malades et de poser des diagnostics qui se révéleront exacts.. En 1957, il devient membre honoraire de l'Académie théologique de Moscou.
Il décède le 11 juin 1961.

## Mémoire

### Niveau médical
En plus de ses travaux publiés et reconnus par la communauté scientifique, l'Archevêque Luc a écrit sur beaucoup d'infections et de maladies.
Il a apporté une contribution significative à la chirurgie moderne.
En 1996, le professeur Vavilov, de l'académie médicale militaire de Saint-Pétersbourg, a affirmé que « sans l'Archevêque Luc, la chirurgie russe aurait pris un retard de 50 ans.»

### Canonisation
De nombreuses guérisons de maladies sont rapportées par des personnes étant allées prier sur sa tombe. Le 17 mars 1996, ses reliques ont été déterrées et transférées dans l'église de la Sainte-Trinité de Simféropol, en présence de 40 000 personnes. Elles ont été retrouvées incorrompues après ouverture du cercueil.
L'archevêque Luc a été canonisé en 2000. En sa mémoire, de nombreux hôpitaux en Russie et en Ukraine ont ouvert des chapelles qui lui sont consacrées dans leurs bâtiments, notamment à l'université médicale d'Odessa, au centre scientifique de chirurgie cardio-vasculaire de Moscou ou encore dans les hôpitaux de Perm, Tambov, Petrozavodsk, Jeleznogorsk et à Vorotynets.